# KWA
KWA (Keio Pro-Wrestling Association) は、1979年に設立された学生プロレス団体であり、慶応義塾大学公認サークルである。
名称は慶応プロレス研究会。

## 歴史
1979年、OBの中沢氏・大久保氏・奥田氏によって設立。1981年、KWA TAG王座を設立。1982年にはKWA世界ヘビー級王座も設立した。
上記のタイトルの他に、KWA インターコンチネンタル王座も存在していたが、KWA世界ヘビー級王座に統一された。さらに、2020年にはROH(Representitive Of Hiyoshi)無差別級王座を新しく設立している。
当初は研究会ということもあり、プロの試合の論評を執筆するなどの活動も行っていたようだが、現在はプロレス興行以外に目立った活動は行っていない。1980年より、OBの加藤氏が中心となりプロレスの実技活動も行う。
学生プロレス団体の中でも特にネタマッチが多い。これは、学園祭である三田祭が主な活動の場であり、プロレスを初めて観る客にウケるプロレスを探求し続けた歴史が影響している。そのため、リング上でプロレスらしいプロレスをしない試合も数多く存在する。
三田祭への初参加は1981年。「三田祭記念KWAチャンピョンシリーズ」は連日5000人超を動員した。当時の会長であるクラシャー真殿の精力的な活動が功を奏し、当時は部員数30人を超える大規模な団体へと成長。翌年には学生プロレスとしては前代未聞の自主興行である「日吉スーパーファイト」を開催。さらに、1983年には本物のリングを購入し、団体としての規模を拡大していった。
2010年代初頭のKWA暗黒世代を乗り越えて、2010年代後半にはゴールデンエイジと呼ばれる世代がV字復活の狼煙をあげた。この世代の特徴はネタマッチの多いKWAで、本格的なプロレスリングを行ったレスラーが現れた事である。代表的な選手に加藤鷲や広瀬くずがあげられる。
その後は2世代で連続新人選手の獲得に苦難を強いられたが、2019年に一挙5選手+1実況の入団に成功させるとまたたくまに部員数を増加。興行数を増やすなど精力的に活動を行った。この世代の代表的な選手に高輪ハードゲイや無村架純があげられる。
彼らはプラチナ世代と言われ、ゴールデンエイジの勢いそのままにKWAの再興を行った。

## 現所属選手
- ボッキー・ナメロ（第45代KWA世界ヘビー級王者）
- ささしまバイブ
- スマター・ワト
- 田村女児（団体代表）
- “ハメリカン・ドラゴン”ブライヤーン・ハミデルチン
- GOKUTSUBUSHI

## KWA世界ヘビー級王座
KWAの中でも最上位と位置づけられているベルト。2020年にはベルトのデザインを刷新した。
現在の王者はボッキー・ナメロ(第45代)。

### 歴代王者
- 初代王者　クラシャー真殿(1982)
- 第2代王者　ジャンボ灰谷(1983)
- 第3代王者　スギヤマ・シメノ(1984)
- 第4代王者　テクノ上条(1985)
- 第5代王者　ビバリー前田(1986)
- 第6代王者　スラッシャー 中川(1986)
- 第7代王者　エコノミー渡辺(1987)
- 第8代王者　スターミーマン(1987)
- 第9代王者　オカダ(1988)
- 第10代王者　モモコ菊池(1989)
- 第11代王者　フレキシブル木村(1990)
- 第12代王者　レッドロック赤岩(1991)
- 第13代王者　ババマニア辻村(1992)
- 第14代王者　戸城(1993)
- 第15代王者　キューティー川崎(1994)
- 第16代王者　エドモンド本田(1995)
- 第17代王者　ゴルゴ柴山(1996)
- 第18代王者　チョコボール沖野(1997)
- 第19代王者　ガンジー井上(1997)
- 第20代王者　カミソリK(1998)
- 第21代王者　2代目ハヤブサ(1999)
- 第22代王者　マロン栗原(2000)
- 第23代王者　フェラクレス高橋(2001)
- 第24第王者　ピクシー(2004)
- 第25代王者　ゆたか吉江(2005)
- 第26代王者　中川ゴエモン(2007)
- 第27代王者　ミナミマン(2008)
- 第28代王者　おぱんてぃ武藤(2009)
- 第29代王者　バッドナース田中村(2010)
- 第30代王者　和田恭平(2012)
- 第31代王者　バッドナース田中村(2013)
- 第32代王者　いぶし銀太(2015)
- 第33代王者　バッドナース田中村(2016)
- 第34代王者　加藤鷲(2017)
- 第35代王者　魅死魔(2018)
- 第36代王者　レ・オナルド・デカパイオ(2019)
- 第37代王者　タイガージェット桐生(2019)
- 第38代王者　ゴールドマン・セックス(2021)
- 第39代王者　ラブドール・ジュニア(2022)
- 第40代王者　無村架純(2022)
- 第41代王者　小泉ちんじろう(2023)
- 第42代王者　朝倉母乳(2023)
- 第43代王者　マラ橋弘至(2024)
- 第44代王者　なかやまくんに君(2024)
- 第45代王者　ボッキー・ナメロ(2025)

### 近年の動向
KWA暗黒期を迎えた2010年代は同じ選手の名前が記載されている事から分かる通り、現役選手ではなくOBの選手がベルトを回していった。現役部員ではタイトルマッチを組むことができなかったからだ。この流れを断ち切ったのは、2017年に王者となった加藤鷲である。ゴッチ式パイルドライバーをフィニッシャーとして使用し、無類の強さで王者に勝ち上がるが、防衛戦を行わないまま退団。空位となったベルトを魅死魔が戴冠。その後はレ・オナルド・デカパイオ、タイガージェット桐生が王者になるが、桐生は怪我の影響で防衛戦を行えないまま長い期間が経過した。約2年間の間タイトルマッチが行われないままでいた所、ゴールドマン・セックスが挑戦し、見事に戴冠。ゴールドマンはその後ハヤブシ、桐生を相手に防衛を果たすも、3度目の防衛戦で同門子弟対決のラブドール・ジュニアに敗北。ラブドールはKWAの歴史で初めての1年生KWA王者となった。
ラブドールは8.20自主興行のメインイベントで初めての防衛戦を勝利で飾るものの、その直後にKWA退団が発表されたため、一時空位のベルトとなる。
その後は無村架純がアイシールド69との闘いを制し、王者に。その翌日には鬼留年翔を倒して初防衛に成功した。なお、この試合の直後にスーパーKカップを制した小泉ちんじろうが挑戦権利書を持って乱入。王座挑戦を宣言した。
淫退興行2023では小泉ちんじろうが勝利。第41代王者へとなった。
三田祭興行2023初日メインイベントで小泉ちんじろうは朝倉母乳相手に初防衛戦に臨む。ハードヒットな打ち合いと化した試合は朝倉母乳がgo2sleepからのフロッグスプラッシュで勝利。自身初タイトルを獲得。第42代KWA世界ヘビー級王者となる。4日目のセミファイナルではなかやまくんに君との防衛戦に臨む。大技を連発し超満員札止めの大観衆をヒートさせた試合に朝倉母乳が勝利。初防衛に成功した。後にこの試合は2023年慶應プロレスのベストバウトに選ばれた。
2024年淫退興行メインイベントでは朝倉母乳がマラ橋弘至相手に二度目の防衛戦に臨む。試合早々にマラ橋の勝利のゴングが鳴ったが、これに不服を申し立てた朝倉母乳が3本マッチ制に変更を要求。2本目は朝倉母乳が勝利するも、3本目にマラ橋弘至が勝利。結果、マラ橋弘至が第43代KWA世界ヘビー級王者へと輝く。
2024三田祭興行1日目メインイベントでは、マラ橋弘至がなかやまくんに君相手に防衛戦を行う。超満員札止めの三田キャンパスで、場外戦も交えた激闘を繰り広げる。20分を超える激闘の末、なかやまくんに君が勝利、王座へと輝く。なお、同選手はKWA史上初の三冠王者(KWA世界ヘビー・KWA TAG・ROH無差別級)となった。
2025年なかやまくんに君淫退興行では、メインイベントにて5番勝負が行われた。2勝2敗の状況で迎えた第5戦にてボッキー・ナメロが登場し、リング上でKWA世界ヘビーとROH無差別級の2本のベルトを懸けて戦うことを要求した。くんに君はこれを了承したものの、惜敗。よって、ボッキー・ナメロが新王者へとなった。

## KWA Jr.ヘビー級王座
詳細は現在調査中。
1984年にはアンモニア島田がアンモニアスペシャルでブラックミッキーからギブアップを奪い、第4代王者となる。その翌日の防衛戦ではミッキーマスクにあっさりと敗戦を喫し、ミッキーマスクは2度目の戴冠を果たした。
アンモニア島田の母親はマスク職人としてその名を馳せ、ミッキーマスク、ブラック・ミッキーのマスクを作成したという逸話が残っている。

### 歴代王者
- 初代王者　イノシシ福島(1982)
- 第2代王者　ミッキーマスク(1983)
- 第3代王者　ブラック・ミッキー(1983)
- 第4代王者　アンモニア島田(1984)
- 第5代王者　ミッキーマスク(1984)

## KWAインターコンチネンタル王座
詳細は不明。KWA王座に統一され、廃止された。

## KWA TAG王座
KWAで最も歴史あるベルト。世代によっては選手数が少ない事を理由にタイトルマッチが行われなかった時期もある。
2021年、約20年ぶりに空位であったタッグ王座が復活。7.26自主興行でウィル・アスプレイ・無村架純組と高輪ハードゲイ・ハヤブシ組が対戦。25分を超える激闘の末、アスプレイ・無村組が勝利し、「ザ・ユナイテッド・ノンパイア」にとって初タイトルとなった。
現在の王者組はマラ橋弘至・なかやまくんに君組である。

### 歴代王者
- 初代王者　『イナカンズ』スギヤマ・シメノ＆アンモニア島田(1981)
- 第2代王者　『ナルシスト・ブラザーズ』テクノ上条＆コマネチ望月(1982)
- 第3代王者　『ザ・二ローズ』ラッシャー御厨ジュニア＆ビッグ・サカ
- 第4代王者　『田園調布リッチボーイズ』ボンボン＆ブルジョア(1983)
- 第5代王者　『ロードローラーズ』スコップ＆シャベル(1984)
- 第6代王者　『クラッシュキッズ』ナガヨ＆ライオネス(1985)
- 第7代王者　『ヘビーメタル・エクスプレス』スラッシャー中川＆マンケーレン小松(1985)
- 第8代王者　フレキシブル木村＆オカダ
- 第9代王者　『うまかっちゃんず』ボボ久保＆バービー和田
- 第10代王者　ジャイアントマロン＆フェラクレス高橋(2000)
- 第11代王者　『ザ・ユナイテッド・ノンパイア』 ウィル・アスプレイ＆無村架純(2021)
- 第12代王者　『ザ・ユナイテッド・ノンパイア』無村架純 & なかやまくんにくん(2021)
- 第13代王者『KWA本隊』たねづけんし ＆ マラ橋弘至（2022）
- 第14代王者『小泉軍』小泉ちんじろう＆鬼留年翔（2022）
- 第15代王者 マラ橋弘至 & なかやまくんに君（2023）

## ROH無差別級王座
「日吉に在籍する1,2年生」のみ挑戦資格が与えられる王座。出場選手は所属キャンパスが日吉でなければいけないが、防衛戦時においてはこの限りではない。
比較的若手の選手の為の王座であり、粗削りな試合運びが見られるのも魅力の一つである。
2020年度三田祭興行によって新設されたベルトである。初代王座戦はトーナメント方式で行われた。出場選手はたねづけんし(シード)、高輪ハードゲイ、小泉ちんじろうのわずか3名であった。
決勝はたねづけんし対高輪ハードゲイによって行われた。結果はたねづけんしが勝利し、初代王者になった。しかし、試合後のベルト戴冠式で小泉ちんじろうがたねづけんしを背後からスリーパーホールドで締め落とすと、挑戦表明をした。
その後の「広瀬くず自主興行」でたねづけんし対小泉ちんじろうのカードが組まれたが、たねづけんしはコロナの影響で海外遠征から帰国する事ができず、直前に辞退を申し出て、同時にタイトル返上となった。
空位のベルトになったROH王座は、小泉ちんじろうの対戦相手を決めるべく、「ROH王座挑戦権利書争奪戦」と題して朝倉母乳対マラ橋弘至戦が行われ、朝倉母乳が勝利。当日にROH王座戦のカード決定がなされた。
そのROH王座戦では、小泉ちんじろうが回転式ペディグリーで勝利し、試合後のマイクパフォーマンスでマラ橋弘至を次期挑戦者に指名した。
2021年7.26自主興行で、マラ橋弘至vs小泉ちんじろうが行われた。序盤から小泉ちんじろうが関節技で仕掛けるも、決まらずに終盤は体重差30kgを活かしたマラ橋がどどんで勝利を収め、第3代王者となった。
マラ橋は2021年の三田祭興行でラブドールJrと対戦し、ROH王座初防衛に成功。ROH王座設立後初めて防衛に成功したレスラーとなった。この試合後にリングになかやまくんに君が登場。挑戦表明をしマラ橋もこれに合意した。
2022年3.21淫退興行では挑戦者：なかやまくんに君 vs 第3代王者：マラ橋弘至の選手権試合が行われた。20分を超える激闘の末、なかやまくんに君が勝利し、第4代王者が誕生した。
その後の三田祭興行2022ではたねづけんし相手に初防衛に成功。現在もなお、なかやまくんに君が王者である。
2025年にボッキー・ナメロが戴冠したものの、部員数の低下を理由に返上。「日吉に在籍するレスラーだけで試合が組めるようになったら、また復活させたい」と語った。

### 歴代王者
- 初代王者　たねづけんし(2020)
- 第2代王者　小泉ちんじろう(2021)
- 第3代王者　マラ橋弘至(2021)
- 第4代王者　なかやまくんに君(2022)
- 第5第王者　ボッキー・ナメロ(2025)

現在、ボッキーナメロの返上により空位